# Schloss Unterbruck

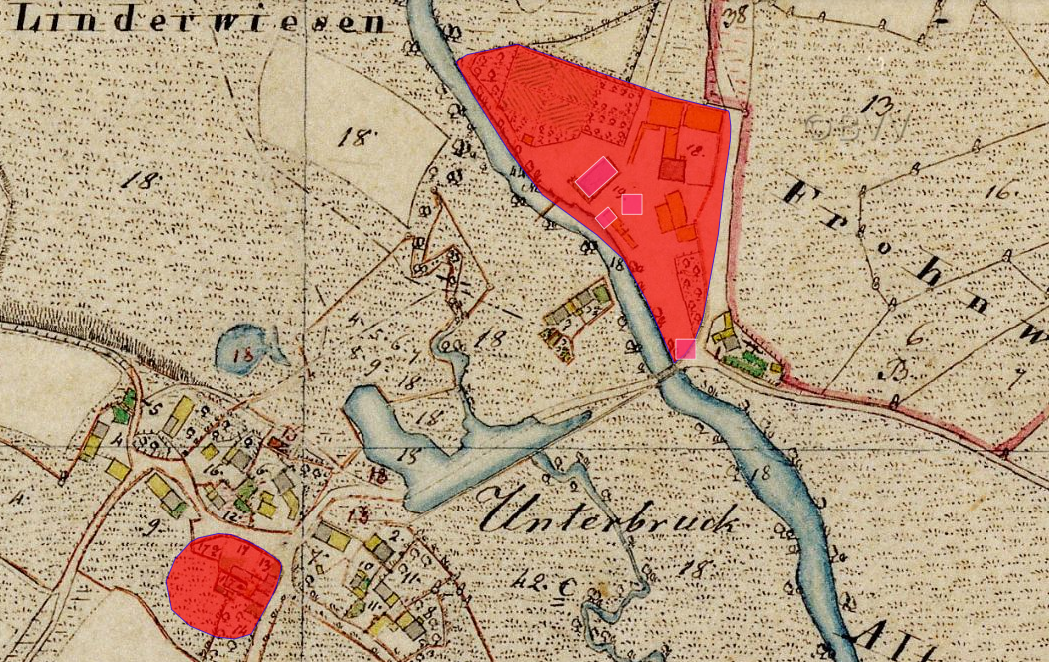
Lageplan von Unterbruck (Kastl) auf dem Urkataster von Bayern

Das denkmalgeschützte Schloss Unterbruck befindet sich im gleichnamigen Ortsteil der Oberpfälzer Gemeinde Kastl (bei Kemnath) im Landkreis Tirschenreuth (Unterbruck 15 und 19). Neben dem hier beschriebenen Hammerschloss war auch ein weiterer Ansitz des Unterbrucker Ortsadels der Prucker vorhanden, der aber nicht mehr genau zu lokalisieren ist (vermutlich westlich der Haidenaab gelegen).

## Geschichte
In Unterbruck (früher Bruck bei Kastl genannt) bestanden zwei Landsassengüter. Diese waren Leuchtenberger Lehen. Nach dem ältesten Lehenbuch von vor 1400 werden dem Ortsadeligen Rüger Prukker und seinen Geschwistern zwei Höfe verliehen, ein Hermann Prukker erhielt die Hälfte des Lehens zu Bruck und Fritz Oberndorfer zu Mockersreuth das Lehen über den halben Hammer zu Bruck. Ein Teil davon wurde 1561 von Johann Prüschenk, Kaplan und Diakon zu Kastl, erworben. Nach seinem Tod († 1575) wurden für seine Witwe und bis zur Mannbarkeit ihrer Kinder eine Vormundschaft bestellt. 1589 erhielt Hans Christoph Prüschenk († 1594) den Besitz. Ihm folgte Hans Christoph Rupprecht, Forstmeister zu Kulmain, der die Prüschenksche Witwe geheiratet hatte.
Ein weiterer Teil von Unterbruck war seit 1570 im Besitz des Erhard Zolcher, einem früheren Landsknechthauptmann, der den Besitz von den Erben des Sebastian Kratzer erworben hatte. Die zu dem Gut gehörende Hammerstatt hatte ein Joseph Löneiß bestandsweise (d. h. in Pacht) inne. Die Hammerstatt blieb bis 1561 bei Christian Kratzer, einem der Söhne des Sebastian. Dieser wollte, weil das Hammerwerk halb in ödung gekommen war, 1564 hier eine Mahlmühle errichten, was aber auf den Widerstand anderer Müller stieß und nicht durchgeführt werden konnte. Erhard Zolcher erhielt 1563 von Pfalzgraf Ludwig die landesherrliche Bewilligung, dass er und seine Erben als Landsassen anzuerkennen seien. Nach seinem Tod waren hier neben seiner Witwe die Tochter und der Schwiegersohn Tobias von Pekofen, die aber beide vor der Mutter († 1603) verstarben. Die unmündigen Enkel mussten das hoch verschuldete Gut an den Forstmeister Hans Christoph Rupprecht verkaufen, der bereits den anderen Teil von Unterbruck besaß. Auch dieser konnte das Gut nicht halten und verkaufte es 1619 an Hans Wilhelm Zellner zu Fischstein. Da dieser kein pfälzischer Adeliger war, wurde gegen den Verkauf Einspruch erhoben. So kam das Gut an Hans Wolf Mülffling (genannt Weiß), der mit Dorothea von Hirschberg vermählt war. Nach beider Tod († 1637) fiel das Gut an den ältesten Sohn Hans Philipp Müffling. Dieser schloss sich allerdings den Schweden an und ging so seines Besitzes verlustig. 1645 verkaufte sein Schwiegersohn Christoph Berncloe das Gut an Nikola de Quesnoy, Landrichter in Waldeck. 1663 übernahmen Andreas Friedrich von Quesnoy und sein Bruder Franz die Lehensteile. 1707 erfolgte der Verkauf durch Georg Franz de Quesnoy an Johann Christoph Ernst von Grafenreith. 1709 war Christoph Erdmann von Lindenfels Inhaber des Gutes. 1724 ist hier Johann Adam Ernst von Hirschberg der Landsasse. Danach kam es zu einem Besitzübergang an Leonhard Alexander von Zedtwitz. Die Witwe Sophia Maria Theresia war eine geborene und verwitwete von Zedtwitz. Sie verkaufte die Güter Ober- und Unterbruck mit Zustimmung des Leuchtenbergischen Lehensprobstes 1763 an Georg Joseph von Rupprecht, Stadtpfarrer in Kemnath, und Franz Joseph von Rupprecht auf Erasbach, Regierungs- und Rentkammerrat in Amberg. Nach deren Tod fielen 1782 die Güter an den Neffen Franz de Paula von Rupprecht auf Erasbach. Nach seinem Tod kam der Gutsbesitz an seinen Schwiegersohn, den Major À la suite Joseph von Weickmann.    
Nach mehreren weiteren Wechseln der Eigentümer erwarb 1928 Anna Baronin von Bistram (1859–1942) aus Kurland Schloss Unterbruck für ihre Tochter Lia Baronesse von Bistram (1892–1965), die die Wälder und Felder in den nächsten Jahrzehnten bewirtschaftete. Nach dem Zweiten Weltkrieg nahm Lia Baronesse von Bistram viele ihrer deutsch-baltischen Verwandten, aber auch andere Flüchtlinge im Schloss auf, u. a. auch ihre Cousine die deutsch-baltische Dichterin Gertrud von den Brincken und deren Familie Schmied-Kowarzik. Nach dem Tod von Lia Baronesse von Bistram ging Schloss Unterbruck an ihre Nichte Anna-Hedda, geb. Baronesse von Bistram (1928), und deren Ehemann Dr. med. Karl Grimm (1912–2020) über, der das Schloss aufwendig restaurieren ließ. Auch heute ist Schloss Unterbruck noch im Besitz der Familie Grimm.

## Schloss Unterbruck heute
Das ehemalige Hammerschloss liegt nahe der Haidenaab und ist ein dreigeschossiger Massivbau mit einem Walmdach, einem gotischen Erker, Sandsteinlaibungen und Fledermausgauben. Durch die rot-weiß gestreiften Fensterläden und die roten Laibungen ist das Gebäude sehr auffällig. Im Kern wurde das Gebäude zwischen 1503 und 1520 errichtet. Erweiterungen nach Osten fanden in der zweiten Hälfte des 16. Jahrhunderts statt. Den Erker ziert seit 1928 das Wappen der Barone von Bistram aus Kurland.
Zu dem Ensemble gehört ein Nebengebäude; dieses ist ein eingeschossiger Massivbau mit einem Satteldach und einem Mezzaningeschoss sowie einem Rundbogenportal, das aus dem 17. Jahrhundert stammt. Erhalten ist auch noch die Einfriedung, eine Mauer mit kugelbekrönten Torpfeilern, aus dem 18. Jahrhundert.